# Peter Lafferty
Peter Lafferty (* 30. Juni 1939 in Albury) ist ein ehemaliger australischer Radrennfahrer.

## Sportliche Laufbahn
Lafferty war im Straßenradsport aktiv. Er war von 1962 bis 1963 Unabhängiger. 1963 bestritt er mit der Nationalmannschaft die Internationale Friedensfahrt und kam auf den 82. Rang der Gesamtwertung. 
1962 war er am Start der Straßenradsport-Weltmeisterschaften in Italien. Er beendete das Einzelrennen nicht.